# Thraulodes eccentricus
Thraulodes eccentricus är en dagsländeart som beskrevs av Lugo-ortiz och Mccafferty 1996. Thraulodes eccentricus ingår i släktet Thraulodes och familjen starrdagsländor. Inga underarter finns listade i Catalogue of Life.